# Rugen los bueyes
¿Los bueyes bajan cuando los pesebres están llenos? (en ucraniano: Хіба ревуть воли, як ясла повні?, romanizado: ¿Khiba revut voly, yak yasla povni?, también traducida como ¿Braman los bueyes, cuando sus pesebres están llenos?), a veces llamada The Ruined Strength (en ucraniano: Пропаща сила, romanizado: Propashcha syla) y también en español Rugen los bueyes es una épica realista de 1875 de Panas Myrny y Ivan Bilyk, en ucraniano Рудченко Іван Якович. Centrada en la aldea de Pisky en la actual Óblast de Poltava, la novela se centra en la historia de la aldea desde la liquidación del Sich Zaporozhian hasta la reforma emancipadora de 1861.
Publicada originalmente por Panas Myrny como novela corta bajo el título de Chipka en 1872, la obra fue ampliada posteriormente con la ayuda de Ivan Bilyk, ampliando ampliamente su alcance y escala. Inicialmente estaba previsto que se imprimiera a mediados de 1876, pero la publicación fue desbaratada por el Ems Ukaz, que prohibió la impresión en ucraniano, y fue enviada a Ginebra, donde fue publicada por el intelectual ucraniano exiliado Mykhailo Drahomanov en 1880. Do Oxen Low es la obra más conocida de Myrny, y está considerada por PEN Ucrania como una de las mayores obras de la literatura ucraniana de la historia. Ha sido elogiada por su descripción de la servidumbre en Rusia, la autocracia zarista y la resistencia ucraniana al Imperio ruso.

## Trama
Do Oxen Low se centra principalmente en el pueblo de Pisky en Ucrania Central, aunque también se incluyen otras localizaciones, como el sur de Ucrania, Rusia propiamente dicha y Hungría. A lo largo de la novela hay tres hilos argumentales principales, que transcurren simultáneamente en el periodo de aproximadamente un siglo comprendido entre la liquidación del Sich de Zaporozh de 1775 y la reforma emancipadorade 1861 que condujo a la abolición de la servidumbre. Dos de ellos reflejan la resistencia de los ucranianos al Imperio ruso, mientras que otro refleja el latifundismo en Ucrania.
El protagonista de tres de las cuatro secciones del libro es Nikifor Ivanovich "Chipka" Varenichenko, campesino de Pisky e hijo bastardo. Chipka desarrolla un fuerte sentimiento de resentimiento hacia el mundo después de haber sido acosado por otros niños, golpeado por su madre y soportado una grave pobreza. Desarrolla un fuerte sentido de la justicia y se opone a "la vida que había dividido a la gente en amos y siervos". Una parte del libro (la segunda) se divide entre la familia de cosacos Hudz y la familia Polski, terratenientes de Pisky. Las historias de las familias Hudz y Polski se entrecruzan con frecuencia con la de Chipka, sobre todo a medida que avanza la historia.

### Primera parte
Chipka se convierte en pastor de Ulas, un siervo del terrateniente Polski, y disfruta enormemente del trabajo, en contraste con su anterior y efímera etapa como peón ganadero. Trabajando para Ulas, la familia de Chipka empieza por fin a tener fortuna económica, que se acrecienta tras la muerte de un pariente lejano que les hace adquirir una parcela de tierra de labranza. Sin embargo, la muerte de su abuela, seguida de la revelación por parte de Ulas tanto de su temor a ser secuestrado por el terrateniente como de la verdadera historia del padre de Chipka, intensifican el odio de Chipka hacia "los amos".
Al final del verano, Ulas se convierte en criado y Chipka propone a la comuna que ocupe su lugar como jefe de los pastores. Rechazado, se convierte en agricultor en la parcela de su familia, cultivando centeno. Un día, mientras examina sus cultivos, se encuentra con una mujer, de la que se enamora al instante. Ella huye y Chipka, fascinado, vuelve al día siguiente y la encuentra haciendo una corona ucraniana. Tras besarla, ambos hablan brevemente antes de que ella regrese a casa. Tras descubrir dónde vive la mujer y su nombre (Halya), Chipka pierde gran parte de su pesimismo anterior y comienza a regresar con frecuencia a su campo, deseando volver a verla.
El foco de atención se desplaza entonces a Hritsko. Tras la marcha de Ulas, Hritsko se convierte en temporero y viaja al sur. Hritsko se dedica a su trabajo en un esfuerzo por ganar dinero para comprar una granja, pero sólo gana cien rublos. Sin desanimarse, continúa trabajando durante el invierno, viajando a Jersón. Aunque tiene éxito, decide quedarse hasta el otoño siguiente y seguir ganando dinero. A su regreso, Hritsko compra una casa y se convierte en una de las personas más prestigiosas del pueblo. Sin embargo, su nueva riqueza le lleva a despreciar a los pobres. Finalmente, se enamora de una sirvienta. A pesar de su falta de riqueza o belleza, se casan y ambos se trasladan a la granja de Hritsko. Allí se convierten en la pareja ideal para los aldeanos, mantienen una relación positiva y siguen acumulando riquezas.

### Segunda parte
La segunda parte comienza volviendo a centrar la historia en la familia Hudz. Comienza con Mirin, un cosaco zaporozhiano. Tras la liquidación del Sich, se casa con Marina, hija de otro cosaco, y se establece. El hijo de la pareja, Iván, se convierte en campesino, madurando en un contexto de creciente desigualdad en las antiguas tierras de los Sich, y Mirin lamenta que la antigua igualdad de los Sich haya sido sustituida por la autocracia zarista. A menudo debate con sus compañeros ancianos, mientras que los residentes más jóvenes, descontentos por la vida bajo Rusia, se ponen de su parte. Tras la anexión de Yedisan a Rusia, Mirin permite que Iván se case. Con su esposa, tiene tres hijos. Maxim, el mayor, está fascinado por las historias de Mirin sobre el Sich de Zaporozh, pero el señor Polski, antiguo miembro de la szlachta que había alcanzado el rango de general bajo Rusia, pronto se convierte en señor del señorío de Pisky.
Mirin no tarda en desaparecer. Poco después, el ejército ruso desciende sobre el pueblo para imponer el señorío de Polski. La población, atemorizada, se dispersa hacia sus hogares, pero Mirin no tarda en regresar a Ivan con un certificado del gobierno que garantiza la liberación de la familia de la servidumbre. Los habitantes de Pisky pronto se dividen en dos partes: los libres y los siervos de Polski. Tras la muerte del general Polski, las tierras pasan a manos de su esposa, que se muestra aún más tiránica y propensa a la ucraniofobia. Tras la muerte de la señora, le sucede su hijo mayor. Éste toma como sirviente al futuro padre de Chipka, sólo para descubrir que es un inútil.
De vuelta a la familia Hudz, los hijos de Iván se crían disfrutando de su estilo de vida agrario. Maxim, sin embargo, ansía la libertad y se convierte en un bromista del pueblo. Hartos, sus padres le ordenan que se aliste en el ejército, y él acepta inmediatamente. Se convierte en miembro de la Guardia Imperial Rusa. Durante este tiempo, descubre el modo de vida ruso y se siente desconcertado, ya que contrasta la violencia de Rusia con la pacífica vida en la estepa. Durante la Revolución Húngara de 1848, es enviado como parte de la fuerza expedicionaria rusa para apoyar a Austria. Maxim ve morir en combate a sus compañeros ucranianos y es ascendido a sargento mayor.
Pronto conoce a Yavdokha, una aldeana ucraniana criada en la pobreza. Los dos tienen una hija, llamada Halya, y Maxim regresa a Pisky después de treinta años de servicio para encontrar un pueblo completamente cambiado. Maxim renueva la casa de su padre para que sea grande y espaciosa, pero, al igual que Hritsko, su riqueza le lleva a despreciar al campesinado. Pronto se traslada a una aldea cercana, urbanizándola. Se recluye en ella y la aísla del mundo, por lo que muchos creen que ha muerto.

### Tercera parte
Por decisión del gobierno ruso, la tierra de Chipka pasa a manos de un sobrino del pariente fallecido de Chipka. Éste decide demandar y, en su furia, asusta a Halya. Conoce a Porokh, que escribe peticiones para los aldeanos de Pisky, y le escucha despotricar sobre cómo la familia Polski le ha arruinado económicamente. La ira de Porokh aviva el creciente odio de Chipka hacia "los amos", y Chipka se queda a pasar la noche. Al día siguiente, se encuentra con el secretario judicial Chizik, que le exige cincuenta rublos para quedarse con sus tierras. Furioso, Chipka se marcha. En la cabaña de Porokh, bebe y el alcohol, combinado con su ira, hace que se quede dormido. Porokh roba el dinero de Chipka, los ahorros de su madre, que había traído para pagar el pleito.
De vuelta a Pisky, Chipka empeña su abrigo para beber. Los otros aldeanos se reúnen pronto para verle beber mientras expresa su furia por las injusticias del gobierno, y hace tres amigos:. Lushnya, Matnya y Patsyuk, los tres antiguos siervos. Los tres se aprovechan de Chipka, empeñando las posesiones de su familia para comprar alcohol. Incapaz de hacer frente a la situación, su madre hace que la oficina de volost lo detenga, pero los amigos lo liberan y lo acompañan a gritar a su madre. Ella se marcha y Chipka sigue cayendo en el alcoholismo.
Chipka y sus amigos deciden vender su centeno para obtener beneficios, pero tienen problemas cuando Chipka se niega a venderlo a un judío. Tras emborracharse con el vodka que Matnya robó, revela que sólo se lo venderá a Hritsko. Mientras discute la venta con su amigo, Chipka describe a Hritsko y a su mujer la pérdida de sus tierras y el soborno de Chizhik, y éstos quedan convencidos. La esposa de Hritsko llega a simpatizar con Chipka, comparando la injusticia contra él con su propia experiencia como huérfana.
En medio de una pelea de borrachos con los amigos, Chipka se acuerda de Porokh y de la injusticia de los terratenientes, y decide dedicarse al robo. Roba el grano del terrateniente local, mata a un vigilante y después es detenido. Finge su inocencia ante los funcionarios y es puesto en libertad. Al día siguiente, el jefe de los volostas es lazado en su habitación y los asaltantes se llevan su dinero. También el empleado del volost es atado en su casa. No se encuentra a los responsables: Chipka ha escondido el dinero. Mientras tanto, Hritsko, celoso de la preocupación de su esposa por Chipka, se deleita contándole sus hazañas, mientras ella se horroriza de sus crímenes.
Con el período de transición de dos años que sigue a la reforma de la emancipación, los residentes de Pisky se vuelven ansiosos por la emancipación, con la excepción de Chipka y los amigos, que están demasiado borrachos para preocuparse. Las Navidades traen consigo juergas de borrachera, que conducen a la expresión generalizada del resentimiento hacia la servidumbre. Cuando llega Epifanía, los aldeanos creen que han sido engañados, ya que los señores exigen una compensación. Se movilizan y marchan hacia la casa señorial de los Polski, donde exigen el pago del trabajo de los dos últimos años. El terrateniente se niega, y los siervos comienzan a abuchear y protestar, permaneciendo en el patio de la casa solariega hasta el anochecer.
El terrateniente huye, y un grupo de soldados desciende sobre Pisky para disolver a los siervos. Éstos se niegan a rendirse, se reúnen en el centro de la aldea y comienzan a luchar con los soldados. En medio del caos, Ulas cae al suelo y es arrastrado. Chipka, testigo de la caída de Ulas, se enfurece y se une a los campesinos. Los amigos huyen, pero Chipka persiste a pesar de las continuas palizas. Reconoce la inutilidad de los compañeros, los maldice y se va a la taberna.
Chipka sueña que ha matado al vigilante, que ha abandonado a Ulas y a su madre, y que los terratenientes oprimen al campesinado. Se imagina a Halya reprendiéndole por sus crímenes y la maldice mientras Pisky arde en llamas. Al despertar, encuentra la ciudad en silencio, tras haber sido sometida por los soldados.
Mientras tanto, en el lejano Krutiy Yar, los amigos se plantean regresar a Pisky para ver a Chipka. En contra de los deseos de Lushnya y Matnya, Patsyuk decide que regresen. Allí, Lushnya miente diciendo que los tres han sido arrestados. Acostada en el horno de Chipka, Lushnya escucha cómo éste condena la autocracia zarista y el sistema de servidumbre. Declara que los terratenientes, el sacerdocio y el tabernero deben pagar por su explotación de los pobres. Habla brevemente de Halya antes de irse a dormir. Mientras duerme, Lushnya huye, y los tres amigos se van a trabajar a la taberna de Pobyvanka, en lituano Pobivanka y en ucraniano Побиванка.
Chipka va a ver a su madre y le pide perdón por sus fechorías. Su madre le dice que se busque un trabajo, a lo que él accede, trabajando como peón para un alemán en Krutiy Yar. Pronto llega Shrovetide y, con él, la liberación de la servidumbre. En Pisky, como en el resto de Ucrania, estallan disturbios por la libre distribución de la tierra, pero Chipka no es consciente de ello; está demasiado ocupado reformando su casa para preparar el regreso de su madre. Empieza a rehacer su vida y se convierte en capataz de los henificadores, reanuda su amistad con Hritsko y amplía su propiedad, comprando una vaca después de que los terratenientes requisaran el ganado de los antiguos siervos. Pero sigue abatido por la falta de una mujer, y la delincuencia en la región comienza a aumentar.

### Cuarta parte
Chipka sale una noche a reunirse con los amigos, que traen consigo a cinco desconocidos. Han decidido robar a Heshko, un judío de Stavishche. Como norma, cualquiera que sea capturado durante el robo será asesinado. Tras su regreso, se descubre que uno de los hombres es Maxim. Se encuentra de nuevo con Halya, que resulta ser la hija de Maxim. Ella expresa su repulsa a Chipka por ser un asesino, caracterización a la que él se resiste. Chipka la abraza y la besa, pero ella sale corriendo. Vuelve a dormir y se marcha al día siguiente.
Un día después, Chipka vuelve a encontrarse con Halya, pero sus insinuaciones son rechazadas. Descubre que está prometida a Sidir, uno de los cinco desconocidos. Los dos vuelven a discutir sobre la naturaleza del bandidaje y la justicia, y Halya le dice a Chipka que continuar la relación sería imposible. Entonces convence a Sidir de que rompa el compromiso pagándole 25 rublos. Del mismo modo, Halya le dice a Yavdokha que no puede soportar estar prometida a un soldado, y pronto, con Hritsko como casamentero, los dos se casan. Empiezan a vivir juntos y, cuando los amigos vienen a visitar a Chipka, éste les da un rublo para que le dejen en paz, ya que disfruta más pasando el tiempo con Hritsko. Halya se convierte en madrina del segundo hijo de Hritsko, que nace después de Navidad de ese año. Después de Pascua, la casa de Chipka se amplía de una habitación a tres, y la familia Varenichenko se convierte en uno de los miembros más prominentes del pueblo.
El siguiente capítulo describe cómo la abolición de la servidumbre condujo a una disminución de los poderes de la nobleza y provocó el surgimiento del zemstvo como medio de autogobierno campesino. Tras conocer el sistema, Chipka (convertido ya en una celebridad local) consigue que sus conciudadanos apoyen el sistema, votando decididamente en contra de los terratenientes. Es elegido miembro del zemstvo y del consejo de distrito. Sin embargo, pronto los terratenientes, utilizando el caso del robo de grano del pasado de Chipka, le obligan a dimitir. En respuesta, Chipka, en colaboración con Porokh, presenta una denuncia para anular las elecciones al consejo del distrito; el joven señor Polski, hijo del terrateniente que había traído soldados contra los siervos, se ve obligado a dimitir.
Maxim muere pronto y la denuncia de Chipka es rechazada. Yavdokha se instala en el lugar, lo que provoca nuevos conflictos, y la creciente implicación de Chipka en política molesta a Halya. Chipka y sus amigos se van de fiesta, ocasionalmente con Hritsko, aunque los conflictos entre Hritsko y los amigos no tardan en hacerse patentes. Chipka vuelve a dedicarse a la delincuencia, para disgusto de Halya y su madre. Yavdokha pronto muere, y Lushnya afirma que la madre de Chipka fue la responsable. El suceso provoca una ruptura en la familia, lo que socava la estatura local de Chipka.
Al invierno siguiente, los amigos regresan con Sidir y otros. Van de nuevo a emprender robos, y regresan después de haber matado a una familia e incendiado su casa. Chipka y su banda son detenidos, y Halya se ahorca. Pronto los traen de vuelta a través de Pisky camino de Siberia para someterlos a trabajos forzados. Hritsko y su esposa acogen a la madre de Chipka, que muere poco después. Con el paso del tiempo, la mansión es comprada por Danilo Kryazhov, hijo de uno de los que expulsaron a Chipka del consejo, y se convierte en escenario de numerosas fiestas. Mientras tanto, la casa de Chipka, ahora desierta, es adquirida por Hreshko y convertida en taberna. El túmulo funerario de la familia asesinada por Chipka, que se eleva sobre Romodan, aterroriza a quienes acuden allí.

## Historia

### Chipka(1872)
Panas Rudchenko, más conocido por el seudónimo de Panas Myrny, se inspiró por primera vez para escribir una historia sobre criminales después de que le contaran que Hnydka, un mafioso de fama local de la Gobernación de Poltava, había sido condenado a trabajos forzados. Durante un viaje en diligencia desde la ciudad de Poltava a Haidach, Rudchenko fue informado de la sentencia de Hnydka y le llamó la atención que el cochero simpatizara con Hnydka, diciendo que había vivido una vida desafortunada. Tras el suceso, primero escribió un artículo y luego pasó cuatro años escribiendo la primera versión de lo que con el tiempo se convertiría en Do Oxen Low, publicándola en 1871 o noviembre de 1872, bajo el nombre de Chipka.
A diferencia de las versiones posteriores de Do Oxen Low, Chipka es una novela centrada singularmente en su personaje titular. Sin embargo, a estas alturas, las peculiaridades del estilo de Rudchenko, a saber, el uso intensivo de la retrospección, ya habían empezado a marcar su diferencia con otros escritores ucranianos de la época, como Ivan Nechuy-Levytsky, Ivan Franko y Mykhailo Kotsiubynsky. En la reseña de Chipka, Dmitry Pilchikov, escritor y conocido de Rudchenko, calificó la obra de "gusto francés", lo que, según el historiador literario Leonid Ushkalov, en ucraniano Ушкалов Леонід Володимирович, probablemente se refería a Eugène Sue y Alexandre Dumas, entre otros.

### Implicación de Iván, expansión
.

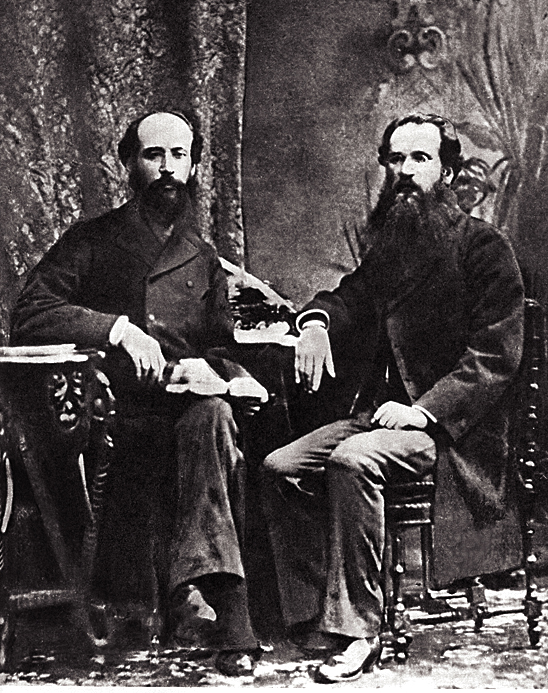
Los hermanos Panas Myrny e Ivan Bilyk, 1881. Los dos trabajaron juntos en lo que con el tiempo se convertiría en Do Oxen Low

Otra reseña del hermano de Rudchenko, Ivan, más conocido como autor Ivan Bilyk, en uvraniano Рудченко Іван Якович, valoró positivamente la novela por contener fuertes elementos de realismo social en un estilo similar al de Fiódor Reshétnikov. Alabó especialmente Chipka por su descripción del crimen y el castigo en la sociedad rusa. Sin embargo, Ivan criticó más negativamente la representación de Chipka por considerarla poco realista, defendiendo su retrato como una figura más agotada y poco envidiable, y creía en la posibilidad de una mayor representación de la identidad nacional ucraniana en el texto. También criticó una serie de lagunas argumentales y excesivos casos de violencia y repetición en el texto.
En un primer momento, Panas introdujo pequeños cambios de acuerdo con las críticas de Iván, y más tarde publicó una segunda edición. Trabajando juntos para resolver los problemas del original, Iván y Panas ampliaron drásticamente el alcance de la novela tanto en términos temporales (de un cuarto de siglo a casi cien años) como en términos de personajes, creando numerosas tramas paralelas para dar mayor énfasis a los temas de la resistencia a Rusia. "¿Bajan los bueyes cuando los pesebres están llenos? ", que acabaría convirtiéndose en el título del libro, llegó una carta de Iván en la que citaba el Libro de Job o el Libro de los Proverbios.

### Publicación
Do Oxen Low terminó su extensa reescritura y ampliación a mediados del otoño de 1875, y fue enviada a los censores de Kiev, que eliminaron las referencias a la revuelta decembrista, la revolución húngara y las escenas que mostraban a la nobleza bajo una luz negativa. Posteriormente fue enviada a San Petersburgo para ser publicada por Mijaíl Stasyulevich bajo la supervisión de Mykola Lysenko. El calendario era imprimir la novela entre mediados de mayo y principios de agosto de 1876.
Sin embargo, la aprobación de la Ems Ukaz significó que Do Oxen Low no pudiera publicarse en el Imperio ruso. Fue llevado de contrabando al extranjero a Mykhailo Drahomanov, un intelectual ucraniano que vivía exiliado en Ginebra, y publicado por la sociedad secreta Hromada en 1880. Se publicó legalmente por primera vez en el Imperio ruso en una forma censurada, conocida como La fuerza arruinada, en 1903.Antes de su lanzamiento formal, sin embargo, la versión completa ya había adquirido popularidad entre los círculos underground. La versión completa no se publicó por primera vez en Ucrania hasta 1925, tras la muerte de Panas.

## Temas

### Autoritarismo y servidumbre
Entre los temas más mencionados de Do Oxen Low está el de la autocracia zarista, la servidumbre en Rusia y el colonialismo ruso en Ucrania. El profesor Roman Adrian Cybriwsky, al describir el libro como un ejemplo de la oposición al dominio ruso entre los ucranianos, señala: "Lo que se desprende del libro es que Pisky estaría mucho mejor sin el Imperio ruso"." Asimismo, el historiador literario ucraniano Rostyslav Mishchuk, en ucraniano Міщук Ростислав Софронович, en su introducción al 1990, describe las quejas de Chipka contra "los amos" como "muy reales", y observa que "Incapaz de combatir la injusticia sin ayuda, recurre al crimen. "

#### El mal engendra el mal
El personaje de Chipka también se ha valorado como un ejemplo de mal que engendra mal de forma cíclica. El académico ucraniano-canadiense Orest Subtelny sugiere que las injusticias a las que se enfrenta Chipka provocan la destrucción de su creencia en los valores tradicionales ucranianos y le llevan al "nihilismo moral".

### División social y conflicto de clases
La división social es uno de los principales temas presentados en Do Oxen Low, aunque su relación con el conflicto de clases marxista es objeto de cierto debate. Los análisis ucranianos modernos, como el de Nina Zborovska, en ucraniano Зборовська Ніла Вікторівна, tienden a presentar la obra como una advertencia contra el odio de clases y la búsqueda ciega en las creencias del todo colectivo, mientras que el historiador literario ucraniano de la era soviética uk afirma que el individualismo de Hritsko desempeña un papel en la caída final de Chipka.

### Derechos de la mujer
Syvachenko argumenta que, al igual que otras obras de Myrny, Do Oxen Low refleja simpatías hacia el feminismo de la primera ola de forma similar a las obras de Taras Shevchenko y Nikolay Chernyshevsky. Señalando el secuestro de mujeres jóvenes por parte de la familia Polski y el hecho de obligarlas a trabajar como sirvientas, también afirma que en Do Oxen Low se incluyen elementos de otra obra de Myrny, finalmente inacabada, Antes de la guerra (que iba a girar en torno a los derechos de la mujer), analizando las similitudes entre las caracterizaciones de la familia de Hristko y de Ulyana, una sirvienta a la que echan tras quedarse embarazada, con los rasgos del personaje de María Sheliukivna en Antes de la guerra.

## Respuesta de la crítica
Desde su publicación, Do Oxen Low ha logrado el reconocimiento como una de las más grandes obras ucranianas del siglo XIX, si no de todos los tiempos. Mishchuk, en el prefacio a la traducción inglesa de 1990, opinó que era "el análisis épico de largo alcance de las causas que convirtieron la fuerza del pueblo, la flor de la nación ucraniana, en la 'fuerza desperdiciada'" Ushkalov argumenta que la obra ocupa un "lugar único" en la literatura ucraniana del siglo XIX. Es la primera de las "epopeyas campesinas" ucranianas, un grupo de novelas épicas que describen la sociedad rural ucraniana. PEN Ucrania enumera Baja los bueyes como la novena obra más grande de la literatura ucraniana de la historia.
De forma más crítica, otros como el historiador literario Oleksandr Biletskyi, en ucraniano Білецький Олександр Іванович, se han quejado de la literatura ocasionalmente inconexa y del vasto alcance del libro, utilizando Biletskyi la metáfora de "una casa con muchos anexos y superestructuras, hecha en diferentes momentos y no según un plan estricto. "